# 1472
El 1472 (MCDLXXII) fou un any de traspàs iniciat en dimecres. Segons la cronologia emprada, pertany a l'edat moderna o a les darreries de l'edat mitjana.

## Esdeveniments
Països Catalans
- Fi de la guerra civil catalana.

Resta del món
- Es pinta L'Anunciació (Leonardo da Vinci) (data probable).
- Inici del regnat de la dinastia wattàssida.
- Fernão do Pó arriba a les illes guineanes.
- Fundació del banc Monte dei Paschi di Siena, encara en actiu.[1]

## Naixements
Països Catalans
Resta del món
- 28 de març, Savignano di Prato, Toscana: Fra Bartolomeo o fra Bartolommeo (di Pagholo) considerat un dels grans artistes del Renaixement a Florència. Inicialment va rebre el nom de Baccio della Porta, però va canviar-lo pel de fra Bartolomeo l'any 1500 en ingressar en l'orde dominicà.(m. 1517).[2]
- 5 d'abril, Pavia, Milà: Blanca Maria Sforza, princesa de Milà que fou emperadriu consort del Sacre Imperi Romanogermànic (m. 1510).[3]
- 31 de maig - Sedan (França): Erard de la Mark, príncep-bisbe de Lieja.
- Pietro Torrigiano.
- Lucas Cranach el Vell.

## Necrològiques
- 25 d'abril, Roma, Estats Pontificis: Leon Battista Alberti, arquitecte, matemàtic i poeta genovès[2]
- Nezahualcóyotl.
- Gastó IV de Foix.
- Michelozzo.